# 戶隱流
戶隱流（とがくしりゅう、とがくれりゅう）是忍術流派之一。以平安時代末期，在戶隱山學習修驗道，仕於木曾義仲的仁科大助（戶隱大助）為始祖（有異說）。木曾義仲敗亡後，逃到伊賀，揉合伊賀流忍術而成。之後透過修驗者傳到全國各地。

## 20世紀之後的發展
第34代宗家初見良昭學得九家流派武術，並創立武神館遍布世界各地，戶隱流也成為武神館的傳授武術之一。而在20世紀末以後因為小杉正一的動作片，加上動漫火影忍者的流行導致歐美等地的門徒數超越日本門徒。1986年時日本已經有20所道場和100位教練，門徒約10萬人，世界各地至少有50所道場。
當時因為主演「世界忍者戰磁雷矢」而入門的演員筒井巧被初見良昭指名為第35代宗家。

## 關連作品
- 世界忍者戰磁雷矢
- 隱王

## 關連項目
- 戶隱
- 忍者
- 初见良昭